# Muchołówka białoszyja
Muchołówka białoszyja (Ficedula albicollis) – gatunek małego ptaka z rodziny muchołówkowatych (Muscicapidae), zamieszkujący Europę, zimujący w Subsaharyjskiej Afryce. Nie jest zagrożony.

## Systematyka
Brak wyróżnionych podgatunków. Dawniej często łączono ją w jeden gatunek z muchołówką półobrożną (F. semitorquata).
Na niektórych obszarach, m.in. na Gotlandii i w Puszczy Białowieskiej, muchołówka białoszyja krzyżuje się z muchołówką żałobną (F. hypoleuca), tworząc mieszańce o pośrednich cechach upierzenia. Mogą one przypominać z wyglądu muchołówkę półobrożną. Mieszańce takie są bezpłodne. Muchołówka żałobna i białoszyja to gatunki bliźniacze, które powstały w wyniku rozdzielenia pierwotnej populacji podczas ostatniego zlodowacenia, i są genetycznie bardzo mało zróżnicowane.

## Występowanie
Jest to ptak bardziej ciepłolubny niż muchołówka żałobna, na co wskazuje obszar występowania. Zamieszkuje głównie środkową Europę, środkową europejską część Rosji i Ukrainę. Najdalej na północy Europy spotykany na Olandii i Gotlandii, najdalej na zachód – we wschodniej Francji, Niemczech i Włoszech. Wędrowny, zimuje w subsaharyjskiej wschodniej i południowo-środkowej Afryce (głównie Zambia, Demokratyczna Republika Konga, Uganda). Zasięg występowania jest mniejszy niż u muchołówki żałobnej. W Europie w 2000 roku populację szacowano na 350 000 do 820 000 par, najwięcej w Rumunii (100 000 do 300 000), na Słowacji i Węgrzech (70 000 do 150 000 par), w Czechach (25 000 – 50 000), Mołdawii (ok. 25 000 par) i w Rosji (do 50 000 par).
W Polsce muchołówka białoszyja jest średnio licznym ptakiem lęgowym głównie w południowej i wschodniej części kraju, lokalnie liczna. W latach 2013–2018 jej liczebność szacowano na 62–111 tysięcy par. Do kraju przylatuje w kwietniu i na początku maja, a odlatuje na południe już w sierpniu lub wrześniu. Występuje głównie w Puszczy Białowieskiej (znajduje się tu ponad 50% polskiej populacji, choć i tu populacja zmalała) i Niepołomickiej, osiągając tam wysoką liczebność, Puszczy Piskiej i Boreckiej oraz na Dolnym Śląsku w dolinie Odry (Lasy Strzeleckie), Pogórzu Przemyskim, Lesie Warmińskim, w Bieszczadach. Od lat 90. XX wieku wykrywano ponadto kolejne stanowiska lęgowe w Małopolsce i na Roztoczu. Obserwuje się stopniowy spadek liczebności w większości obecnych stanowisk, choć jednocześnie odnotowano rozszerzenie areału występowania w wyniku wycinania starych drzewostanów i migrowania na nowe tereny.

## Charakterystyka

### Wygląd zewnętrzny

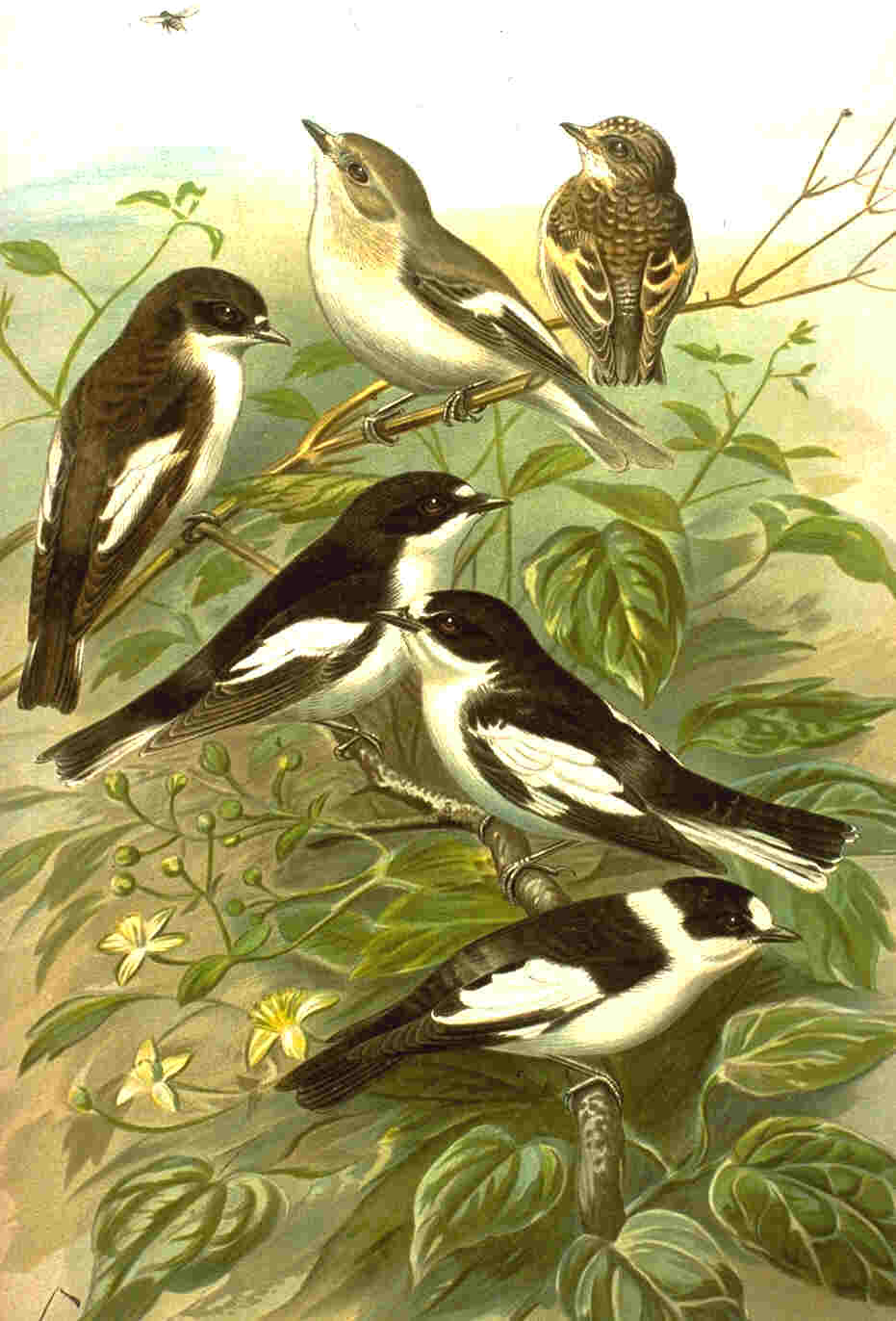
Dymorfizm płciowy u muchołówek białoszyich jest wyraźny (od góry samice, na dole samce)

Osobliwy ptak pod względem ubarwienia samca i śpiewu, o smukłej sylwetce. Występuje wyraźny dymorfizm płciowy. Samiec w szacie godowej wiosną z wierzchu czarny, od spodu biały od gardła po pokrywy podogonowe. Jego upierzenie bardzo lśni w okresie godowym. Po nim czerń zastępuje matowa czarnobrązowa barwa. Również białe pióra wtedy już tak nie błyszczą. Głowa czarna z wyjątkiem białego czoła, wokół szyi szeroka biała obroża i plama nad dziobem. Na czarnych skrzydłach (lotkach trzeciorzędowych, pokrywach i na nasadzie lotek pierwszorzędowych) duża biała plama. Biała plama jest też w tylnej części grzbietu. Ogon czarny, na kuprze niewyraźna biaława plama. Dziób i nogi czarne. Samica wygląda dość niepozornie, gdyż w jej upierzeniu dominują odcienie szarości i brązu, a jedynie spód ciała jest biały. Ogon i skrzydła mają ciemniejszy odcień niż grzbiet ciała i głowa. Biały rysunek na skrzydłach jest obecny u obu płci, ale u samicy to cecha odróżniająca od czarno-białej muchołówki żałobnej, poza tym ma ona mniej bieli niż samiec. Podobny samiec muchołówki białoszyjej ma pełną białą obrożę z tyłu szyi.
Podobna muchołówka półobrożna ma niepełną obrożę i biało obrzeżony ogon. Również podobna muchołówka żałobna jest ubarwiona mniej kontrastowo (zamiast koloru czarnego występuje raczej ciemnoszarobrązowy), ma mniejszą plamkę na czole (a często dwie plamki), mniejsze lusterko na skrzydłach i brak obroży. Tymczasem muchołówka białoszyja oprócz szerokiej, białej obroży na szyi ma białą plamę na kuprze i większe białe plamy skrzydłowe, tzn. biel zaczyna się już od trzeciej, a kończy na piątej lotce pierwszorzędowej. Dodatkowo druga lotka pierwszego rzędu jest przeważnie dłuższa od piątej.
Samce w szacie spoczynkowej, samice i młode są bardzo do siebie podobne, o szarobrązowym grzbiecie i białym spodzie. Trudno je odróżnić od osobników muchołówki żałobnej. Z większej odległości obserwatorzy rozpoznają je po zupełnie innym śpiewie (odgłos ostrzegawczy jest znacznie wyższy) oraz sposobie wabienia. Ptak mniejszy od wróbla i wielkością zbliżony do modraszki, choć ma delikatniejszą budowę.

### Rozmiary
długość ciałaok. 13,5 cm
rozpiętość skrzydełok. 23 cm
długość skrzydła złożonegook. 7,8–8,5 cm
długość ogonaok. 5,6 cm

### Masa ciała
ok. 10–15 g

### Głos
Wabi wydłużonym, żałosnym „fii” (intensywniejszym, gdy jest zaniepokojony), alarmuje twardym „pik” i suchym terkotem. Śpiewa w powolnym tempie (podobnie jak pleszka), jest to prosta piosenka złożona z kilku zgrzytliwych tonów różnej wysokości, niekiedy z wplecionymi czystszymi dźwiękami, podobnymi do śpiewu muchołówki żałobnej. Samce na początku zwrotki każdego śpiewu ten sam głos. Oprócz tego są jeszcze inne głosy wydawane przez muchołówki, ale nie są specyficzne dla gatunku.

Rozpoznawanie różnic pomiędzy omawianym gatunkiem a muchołówką żałobną jest jednak problematyczne. Normalnie okrzykiem tej drugiej jest krótki „bit”, ale nie zawsze typowy dla gatunku. W Puszczy Białowieskiej kilkanaście procent samców muchołówki żałobnej wykonuje śpiew mieszany, a pojedyncze imitują dźwięki muchołówki białoszyjej. W takich przypadkach nawet doświadczeni ornitolodzy, gdy nie widzą muchołówki, błędnie oznaczają ptaki.

### Zachowanie
Prowadzi dzienny i samotniczy tryb życia (nie spotyka się go w stadach, choć gniazdować może w wysokich zagęszczeniach). Siada na eksponowanych miejscach, wyczekując na owady, machając czasem skrzydłami (a nierzadko tylko jednym) lub ogonem, co jest typowe dla muchołówek. Wędrówki prowadzi nocą pojedynczo. Na lęgowiska samce przylatują szybciej, dodatkowo później pojawiają się jednoroczne samce niż starsze. Gdy migrują, są rzadko widywane poza lęgowiskami, przeważnie w Polsce północno-zachodniej. Zimowiska są słabo poznane przez mylenie jej tam z muchołówką półobrożną. W Zambii obserwowano jak poluje wysoko lub nisko nad ziemią na skraju lasów, a w ich głębi na wierzchołkach.

## Środowisko
Stare, wysokopienne lasy liściaste i mieszane z odpowiednią ilością dziuplastych drzew (zarazem obumierających lub martwych, które nie występują zwykle w kompleksach gospodarczych) na ciepłych stanowiskach, zbliżone do pierwotnych i naturalnych. W Polsce na niżu zamieszkuje głównie cieniste grądy (w niektórych latach zagęszczenie może dojść do 22 par na hektar, co czyni ten gatunek najliczniejszym lęgowym w tym siedlisku) i stare łęgi oraz olsy, w górach – buczyny i łęgi. Spotykana również w starych parkach (m.in. we Wrocławiu, być może w wyniku wycięcia pobliskich starych lasów pod Oławą i Brzegiem), ogrodach i sadach owocowych. Wymaga obecności dziuplastych drzew, przynajmniej kilku na hektar. W grądach Puszczy Białowieskiej najczęściej zamieszkuje graby (80% drzew), w łęgach – olsze czarne. Ogólnie zasiedla podobne biotopy jak muchołówka żałobna.
Siedliska istotne dla gatunku:
- kwaśne buczyny Luzulo-Fagenion
- żyzne buczyny Dentario glandulose-Fagenion, Galio odorati-Fagenion
- grąd środkowoeuropejski i subkontynentalny Galio-Carpinetum, Tilio-Carpinetum
- łęgi wierzbowe, topolowe, olszowe i jesionowe Salicetum albo-fragilis, Populetum albae, Alnenion glutinoso-incanae, olsy źródliskowe
- łęgowe lasy dębowo-wiązowo-jesionowe Ficario-Ulmetum

## Pożywienie
Głównie stawonogi – owady chwytane w locie. Zbiera również gąsienice z liści i pni, pająki, a sporadycznie nawet jagody. Po przylocie na lęgowiska dieta jest bardzo zróżnicowana.
Sposób polowania jest podobny do tego stosowanego przez innych przedstawicieli rodziny muchołówkowatych. Muchołówka oczekuje na zdobycz siedząc w wybranych, ulubionych, stanowiskach obserwacyjnych, np. martwych gałęziach. Z nich nagle wylatuje za przelatującymi w pobliżu owadami. Ptak zbiera też ofiary z gałęzi, liści, pni, kwiatów i z ziemi, ale robi to rzadziej i głównie w trakcie niekorzystnej pogody, gdy owady nie latają, np. w trakcie deszczowej aury. Na przełomie maja i kwietnia dominują gąsienice, a gdy wiosna jest zimna i brakuje latających owadów – żeruje na ściółce, czatując na zdobycz na gałązkach rosnących pół metra nad ziemią. Gdy pisklęta opuszczą gniazda, dorosłe ptaki wraz z młodymi zaczynają żerować w koronach drzew.

## Okres lęgowy

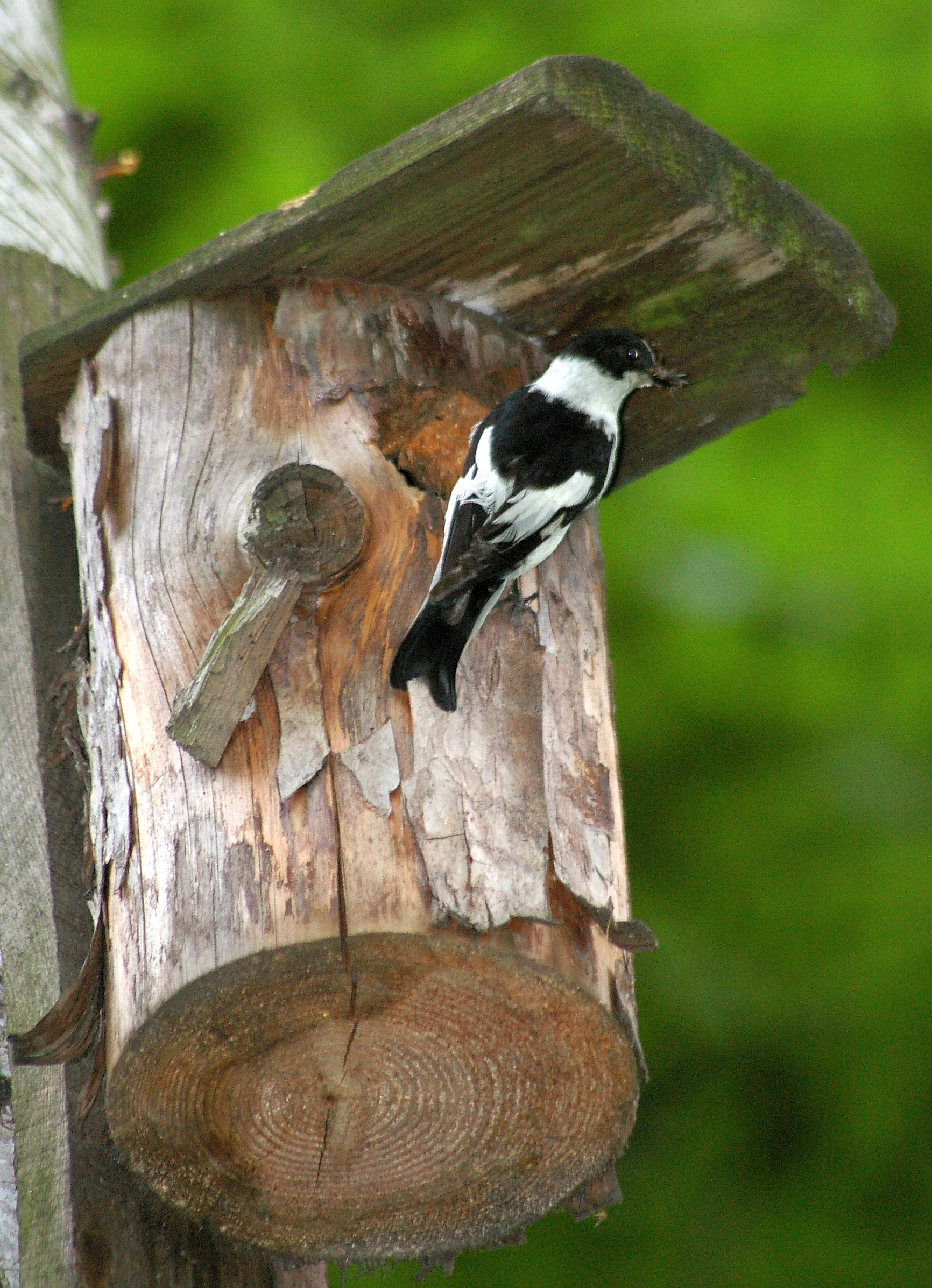
Samiec przy budce lęgowej

### Toki
Okres lęgowy przypada na maj i czerwiec. Muchołówki przylatują do Polski ok. 20 kwietnia, choć samce mogą przybyć już na początku tego miesiąca. Terytorializm u muchołówek białoszyich jest bardzo słabo zaznaczony i dotyczy on tylko najbliższych okolic dziupli lęgowej (promień wynosi około 50 m od dziupli). Już parę dni po przylocie samiec zaczyna wabić samicę do konkretnej dziupli, śpiewając oraz dając jej odpowiednie sygnały – powtarza przed nią przyloty do otworu wejściowego dziupli, rozpościera ogon i skrzydła. Gody zatem nie różnią się od tych w wykonaniu muchołówek żałobnych.
Również u tego gatunku zdarza się poligamia – samiec miewa parę partnerek.

### Gniazdo
W dziupli (w lasach pierwotnych zasiedla te na wysokości ok. 8 m, choć zdarzają się ulokowane od 0,4 do 20 m), wyłożonej butwiejącymi liśćmi, korzonkami, z wyściółką z traw, włosia i sierści. Wykorzystuje również budki lęgowe (ich obecność zwiększa liczebność lokalnych populacji, gdyż jeśli są obecne, skłonna jest do gniazdowania nawet w lasach sosnowych). Na tereny lęgowe przylatuje dość późno, co jest związane z dostępnością pokarmu, czyli z obecnością owadów latających.

### Jaja

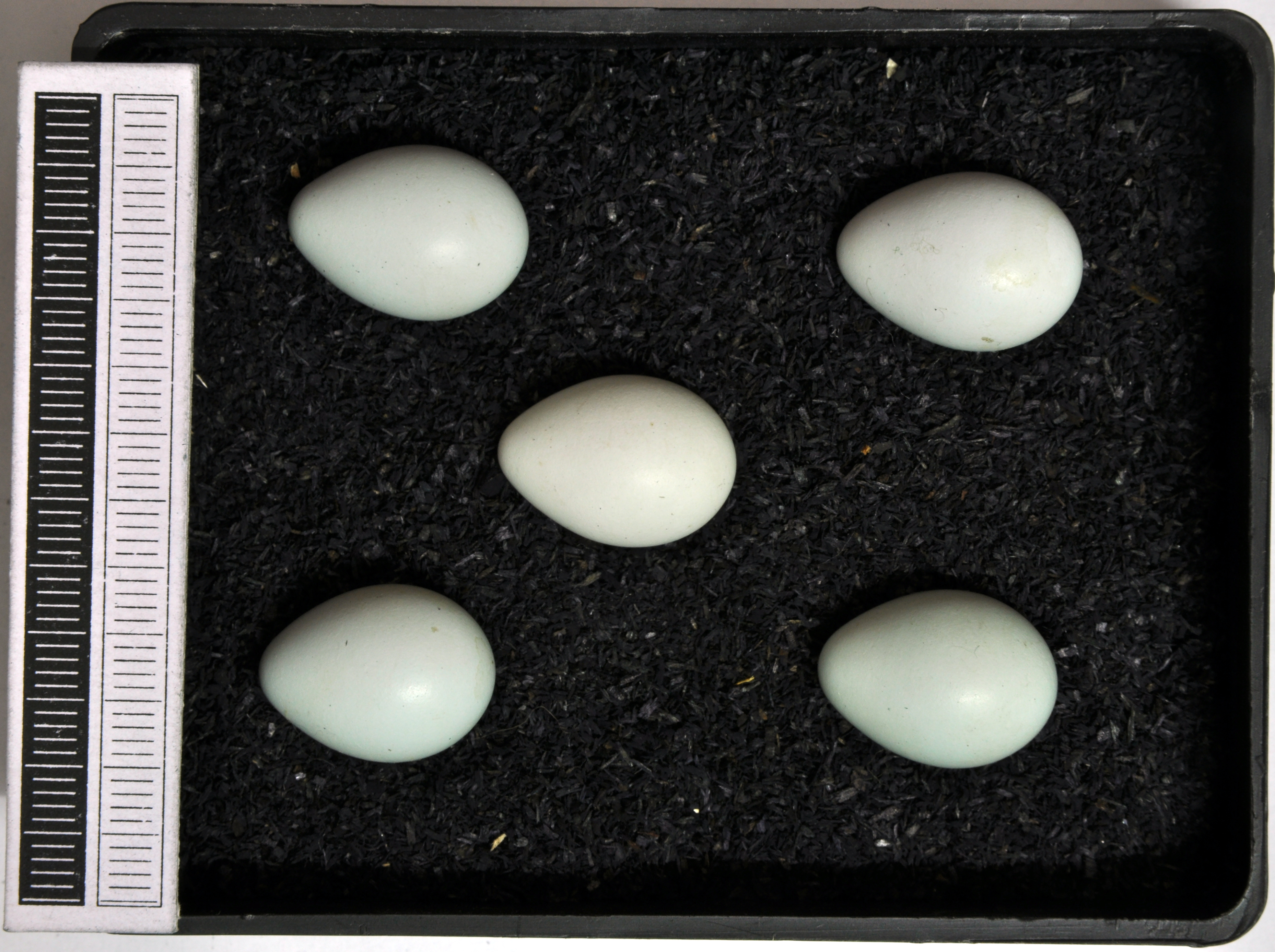
Jaja z kolekcji muzealnej

Samica od końca kwietnia do końca maja składa 5–7 bladoniebieskich jaj (podobnie jak u muchołówki żałobnej). Wyprowadza jeden lęg w ciągu roku (pojedyncze pary mogą powtórzyć lęg).

### Wysiadywanie
Jaja są wysiadywane przez 12–14 dni.

### Pisklęta
Młode, gniazdowniki, opuszczają gniazdo po 15–18 dniach (przeważnie 16). Wcześniej są karmione przez rodziców. Rodziny muchołówek przebywają w tym czasie wysoko w koronach drzew i są trudne do obserwacji, toteż niewiele wiadomo o dorastaniu młodych. Dojrzałość płciową osiągają w drugim roku życia. Ponadto zdarza się czasem, że samce, którym lęgi uległy zniszczeniu pomagają w karmieniu młodych innych par.

Po opierzeniu potomstwa cała rodzina trzyma się jeszcze przez krótki czas gniazda.

## Status i ochrona
IUCN uznaje muchołówkę białoszyją za gatunek najmniejszej troski (LC, Least Concern) nieprzerwanie od 1988 roku. Liczebność światowej populacji, według szacunków organizacji BirdLife International z 2015 roku, mieści się w przedziale 3–6,2 miliona dorosłych osobników. Globalny trend liczebności populacji uznawany jest za wzrostowy.
W Polsce muchołówka białoszyja jest objęta ścisłą ochroną gatunkową. Na Czerwonej liście ptaków Polski została sklasyfikowana jako gatunek najmniejszej troski (LC). Gatunek wymieniony w załączniku nr 1 do dyrektywy ptasiej. Zagrożeniem jest niewłaściwa gospodarka leśna, w tym wycinanie starodrzewów liściastych i ich nadmierna eksploatacja oraz eliminowanie z krajobrazu martwych i obumierających drzew.